# Macellicephaloides
Macellicephaloides är ett släkte av ringmaskar. Macellicephaloides ingår i familjen Polynoidae.
Kladogram enligt Catalogue of Life:
| Macellicephaloides | \| \| Macellicephaloides alvini \| \| \| \| \| \| Macellicephaloides grandicirra \| \| \| \| \| \| Macellicephaloides improvisa \| \| \| \| \| \| Macellicephaloides uschakovi \| \| \| \| \| \| Macellicephaloides verrucosa \| \| \| \| \| \| Macellicephaloides villosa \| \| \| \| \| \| Macellicephaloides vitiazi \| \| \| \| |
|                    | \| \| Macellicephaloides alvini \| \| \| \| \| \| Macellicephaloides grandicirra \| \| \| \| \| \| Macellicephaloides improvisa \| \| \| \| \| \| Macellicephaloides uschakovi \| \| \| \| \| \| Macellicephaloides verrucosa \| \| \| \| \| \| Macellicephaloides villosa \| \| \| \| \| \| Macellicephaloides vitiazi \| \| \| \| |
|                    | Macellicephaloides alvini |
|                    | |
|                    | Macellicephaloides grandicirra |
|                    | |
|                    | Macellicephaloides improvisa |
|                    | |
|                    | Macellicephaloides uschakovi |
|                    | |
|                    | Macellicephaloides verrucosa |
|                    | |
|                    | Macellicephaloides villosa |
|                    | |
|                    | Macellicephaloides vitiazi |
|                    | |